# Stenarctia quadripunctata
Stenarctia quadripunctata är en fjärilsart som beskrevs av Aurivillius 1900. Stenarctia quadripunctata ingår i släktet Stenarctia och familjen björnspinnare. Inga underarter finns listade i Catalogue of Life.